# Schwefelgelbe Schachblume
Blütenhüllblätt
Die Schwefelgelbe Schachblume (Fritillaria collina) ist eine Pflanzenart aus der Gattung Fritillaria innerhalb der Familie der Liliengewächse (Liliaceae).

## Beschreibung

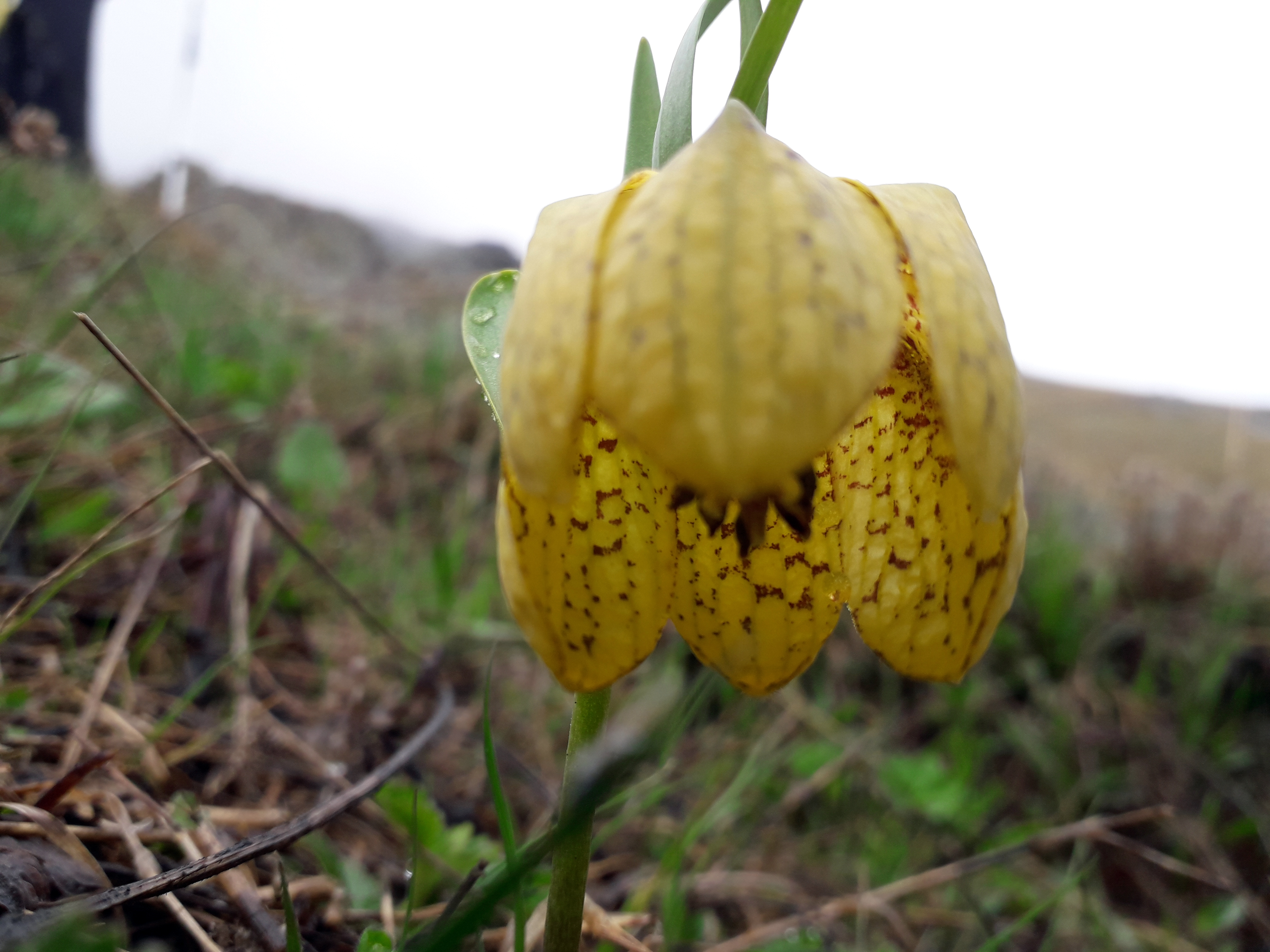
Blüte

### Vegetative Merkmale
Die Schwefelgelbe Schachblume ist eine ausdauernde krautige Pflanze, die Wuchshöhen von 12 bis 20, selten bis zu 35 Zentimetern erreicht. Als Überdauerungsorgane werden Zwiebeln gebildet. Die glänzend grünen Laubblätter sind und schmal-eilanzettlich bis linealisch. Die unteren Blätter messen ungefähr 10 × 1,5 Zentimeter, die oberen 7 bis 8 × 0,3 bis 0,6 Zentimeter.

### Generative Merkmale
Die Blütezeit reicht von April bis Mai. Die zwittrige Blüte ist dreizählig. Die Blütenhüllblätter sind schwefelgelb und weisen ein violettes Schachbrettmuster auf. Die äußeren Blütenhüllblätter messen 30 bis 55 × 8 bis 14 Millimeter, die inneren sind 10 bis 20 Millimeter breit.
Die Chromosomenzahl beträgt 2n = 24.

## Vorkommen
Die Schwefelgelbe Schachblume kommt im Nordkaukasus, in Transkaukasien und in der Türkei vor. Die Schwefelgelbe Schachblume gedeiht an den Rändern von Laubwäldern, in Birkenkrummholz, auf alpinen Wiesen und zwischen Felsen in Höhenlagen von 1700 bis 4500 Metern.

## Taxonomie
Die Erstbeschreibung von Fritillaria collina erfolgte 1805 durch Johannes Michael Friedrich Adams in Beiträge zur Naturkunde (Weber & Mohr), Band 1, Seite 50. Ein Synonym für Fritillaria collina Adams ist Fritillaria lutea M.Bieb. in Flora taurico-caucasica Band 1 Seite 269 (1808) nom. illeg.

## Nutzung
Die Schwefelgelbe Schachblume wird selten als Zierpflanze in Steingärten genutzt.

## Belege